# Evarist De Geyter
Evarist De Geyter (Eke, 1865 - ?, 1939) was een Belgisch verzetslid in de Eerste Wereldoorlog. Hij werd ter dood veroordeeld maar kreeg genade en kon nadien zijn memoires opschrijven.

## Leven
De Geyter kwam uit een arm Oost-Vlaams gezin. Hij werkte van jongs af aan, eerst als dagloner en vanaf 1886 als seizoensarbeider in Frankrijk. In 1890 werd hij spoorwegarbeider bij de NMBS. Hij verhuisde in 1909 met zijn gezin naar Kortrijk, dat in de Eerste Wereldoorlog door de Duitsers was bezet. De Geyter, die twee zonen aan het front had, werd door de Britse inlichtingendienst gerekruteerd om de treinbewegingen te bespioneren. Het station had een strategische positie achter het front. Met vijf andere spionnen van het Kortrijkse netwerk werd De Geyter in het najaar van 1917 ontmaskerd. Van het Duitse krijgsgerecht kregen ze allemaal de doodstraf. De Geyter bekwam als enige genade, wellicht omdat in afwachting van de executie zijn dochter in een geallieerd bombardement omkwam. Hij verdween in een Duitse gevangenis.
Na de bevrijding schreef hij zijn levensverhaal neer, gebruik makend van zijn correspondentie in gevangenschap. Het geschrift is in 2011 in druk gebracht omdat het een waardevolle getuigenis is over de oorlogsjaren en het Arme Vlaanderen van daarvoor.